# 太田悠介
太田 悠介（おおた ゆうすけ、1991年2月11日 - ）は、日本の元男性声優。東京都出身。最終所属はアライズプロジェクト。
2021年12月31日をもって廃業。

## 出演
太字はメインキャラクター。

### テレビアニメ
2015年
- 洲崎西 THE ANIMATION（映画の主役）
- 温泉幼精ハコネちゃん（乗客A）

2016年
- 虹色デイズ（根津慎之助、衣装係、参拝客、車内放送）
- ねこねこ日本史（2016年 - 2021年、朝倉義景、桂小五郎 他） - 5シリーズ
- レゴ ネックスナイツ（クレイ・モーリントン）
- 不機嫌なモノノケ庵（男子B）
- はんだくん（森友次）
- ALL OUT!!（2016年 - 2017年、北町進、荻葉一、菅藤学園部員）

2017年
- いつだって僕らの恋は10センチだった。（生徒）
- アイドルマスター SideM（観客）

2018年
- ゴールデンカムイ（兵士達）
- ちおちゃんの通学路（春木くん、マサオミ〈BLゲームのキャラ〉）
- ハッピーシュガーライフ（高校生）
- FAIRY TAIL（2018年 - 2019年、オロチ、信者、アルバレス兵、ギルドメンバー、人々 他）

2019年 
- ヴィンランド・サガ（村人、アシェラッド傭兵団員、フローキの使者、ジャバザ軍兵士、ゴルムの村 村人 他）

2021年
- SCARLET NEXUS（男性）
- 進化の実〜知らないうちに勝ち組人生〜（クレイ・ベルガー）

### 劇場アニメ
- 映画 妖怪ウォッチ FOREVER FRIENDS（2018年）
- 巨蟲列島（2020年、被害者B）
- 映画 ねこねこ日本史 〜龍馬のはちゃめちゃタイムトラベルぜよ!〜（2020年、桂小五郎、禿、源範頼）

### OVA
- 虹色デイズ（2016年、根津慎之助[6]） - コミックス第13巻アニメDVD同梱版

### Webアニメ
- コタローは1人暮らし（2022年、男性）

### ゲーム
- ティアーズ・トゥ・ティアラII 覇王の末裔（2013年）
- MOBIUS FINAL FANTASY（2015年、新羅兵）
- ルチアーノ同盟（ディエチ）
- レゴ ネックスナイツ：マーロック2.0（2016年、クレイ・モーリントン）
- SDガンダム GGENERATION GENESIS（2016年）
- ファイアーエムブレム ヒーローズ（2017年、クレイン）
- LOST TRIGGER（2018年、ファイア[7]）
- グラフィティスマッシュ（2019年、クロウ）

### ドラマCD
- 六畳間の侵略者!? 白銀の姫と青き騎士 第二章 前編（2015年）- 20巻ドラマCD付き特装版